# Буроспинный цветоед
Буроспинный цветоед (лат. Pachyglossa everetti) — вид певчих птиц семейства цветоедовых. Подвидов не выделяют.

## Таксономия
В Birds of the World в составе вида выделяют два подвида:
- D. e. everetti (Sharpe, 1877) — номинативный подвид, обитает в Западной Малайзии (на территории Селангора, был замечен также в Джохоре[3]), на острове Бинтан и на севере и востоке Борнео.
- D. e. bungurense (Chasen, 1935) — встречается на архипелаге Бунгуран.

Изначально Ричард Шарп, описавший P. e. everetti, включил его в качестве отдельного вида в род Pachyglossa. Таксономический статус всех трёх подвидов был неясен, в течение некоторого времени буроспинный цветовед считался подвидом толстоклювого (Dicaeum agile). Так, например, 1935 г Фредерик Чейзен объединил everetti, bungurense, sordidum, обитающие на Сундаланде, и agile из Индии, в один вид — Piprisoma agile (Piprisoma является синонимом Dicaeum). В 1947 г Эрнст Майр и Дин Амадон отнесли everetti, bungurense к Dicaeum agile, а sordidum — к Dicaeum modestum. В 1960 Финном Саломонсеном everetti, bungurense и sordidum были отделены в самостоятельный вид — Dicaeum everetti. Все три подвида похожи между собой и были выделены в первую очередь на основании их ареала.
Видовое название дано в честь британского администратора и натуралиста Альфреда Эверетта.

## Описание

### Внешний вид
Размеры составляют порядка 10 см. Оперение верхней части тела (головы, спины, крыльев, хвоста) оливково-коричневое, причём хвост более тёмный. Маховые перья по краям зеленоватые. Нижняя часть тела серовато-коричневая, заметно светлее верхней части. Середина груди и брюшко практически белые. Цвет радужки варьируется от беловатого до бледно-жёлтого или оранжевого. Надклювье серое, подклювье — коричневое с желтоватым пятном. Ноги серые или тёмно-коричневые. Полового диморфизма нет. Неизвестно, как выглядят молодые особи. Подвид P. e. bungurense отличается от номинального наличием полос на нижней части тела.

### Голос
Серия резких металлически «чип-чип».

## Распространение
Обитает на территориях с бедной почвой, в редколесьях, болотных и вторичных лесах, на их опушках, в мангровых зарослях, искусственных насаждениях, садах.
Держится на высоте до 1100 м над уровнем моря.
Точное количество особей не известно, однако популяция сокращается. Связано это в первую очередь с вырубкой низинных лесов на Борнео, из-за чего и так небольшой и раздробленный ареал становится более узким. Статус уязвимого вида не был дан ввиду того, что буроспинный цветоед способен приспосабливаться к вторичным средам обитания.

## Биология
Питается цветами, насекомыми и пауками. Вероятно, поедает также плоды, пыльцу и нектар лорантовых растений.
В Борнео сезон размножения приходится на февраль. Гнездо представляет собой маленький валяный мешочек белого цвета, сделанный из травы и растительного пуха. Подвешивается к ветке на высоте 5-6 метров над землёй.